# Guye Adola
Guye Adola (20 ottobre 1990) è un maratoneta e mezzofondista etiope.

## Palmarès
| Anno | Manifestazione             | Sede        | Evento         | Risultato | Prestazione | Note                          |
| ---- | -------------------------- | ----------- | -------------- | --------- | ----------- | ----------------------------- |
| 2014 | Mondiali di mezza maratona | Copenaghen  | Individuale    | Bronzo    | 59'21"      | Miglior prestazione personale |
| 2014 | Mondiali di mezza maratona | Copenaghen  | A squadre      | Bronzo    | 3h00'48"    |                               |
| 2015 | Giochi Panafricani         | Brazzaville | Mezza maratona | 5º        | 1h04'22"    |                               |
| 2016 | Mondiali di mezza maratona | Cardiff     | Individuale    | 16º       | 1h03'26"    |                               |
| 2016 | Mondiali di mezza maratona | Cardiff     | A squadre      | Argento   | 3h01'16"    |                               |
| 2019 | Giochi Panafricani         | Rabat       | Mezza maratona | 8º        | 1h04'12"    |                               |
| 2020 | Mondiali di mezza maratona | Gdynia      | Individuale    | 22º       | 1h00'50"    |                               |
| 2020 | Mondiali di mezza maratona | Gdynia      | A squadre      | Argento   | 2h58'25"    |                               |

## Altre competizioni internazionali
2014
- Oro alla Mezza maratona di Delhi ( Nuova Delhi) - 59'06"
- Oro alla Mezza maratona di Marrakech ( Marrakech) - 1h01'26"
- Bronzo al Giro Media Blenio ( Dongio) - 28'22"

2015
- 4º alla Mezza maratona di Lisbona ( Lisbona) - 1h00'45"

2016
- 8º al Prefontaine Classic ( Eugene), 10000 m piani - 27'09"78

2017
- Argento alla Maratona di Berlino ( Berlino) - 2h03'46"
- Oro alla Roma-Ostia ( Roma) - 59'18"

2018
- 17º alla Maratona di Londra ( Londra) - 2h32'35"

2019
- Bronzo alla Maratona di Valencia ( Valencia) - 2h04'42"
- Oro alla Roma-Ostia ( Roma) - 1h00'17"
- 9º alla Mezza maratona di Istanbul ( Istanbul) - 1h01'44"

2021
- Oro alla Maratona di Berlino ( Berlino) - 2h05'45"

2023
- Argento alla Maratona di Parigi ( Parigi) - 2h07'35"